# Spomenik na Rajcu
Spomenik na Rajcu je spomenik na planinskom predjelu Rajca, planine Suvobor. Spomenik je prvobitno bio zamišljen kao spomen-česma. Spomenik je podiglo Udruženje „1300 kaplara” 1970. godine u čast 1300 kaplara koji su sudjelovali u Kolubarskoj bitci, koja se dobrim dijelom odigrala na ovom prostoru. 
Spomenik-česma sa spomenikom je podignut prema projektu inženjera Miladina M. Pećinara i Petra M. Radojevića, koji je izgradio spomenik i arhitekta Dragomira Tadića. Skulptura srpskog vojnika je rad kipara Mihaila Tomića.

## Vanjske poveznice
- 1300 kaplara: Prvi po stvaranju u miru, prvi po hrabrosti u ratu. Serbia. Pristupljeno 2. svibnja 2019.